# Садовое (Ульяновская область)
Садовое — село в Новоспасском районе Ульяновской области, административный центр Садовского сельского поселения. 

## География
Село расположено на левобережье реки Сызранки, в 5 км от р. п. Новоспасского. Ближайшая железнодорожная станция — Новоспасское, есть остановочная платформа электропоездов «Садовый».

## История
В 1714 году прихожанами был построен деревянный храм во имя Архистратига Божьего Михаила.
В 1780 году, при создании Симбирского наместничества, были две деревни: Голодяевка и  Москотиньева, помещичьих крестьян, которые вошли в Канадейский уезд.
На 1795 год село принадлежало помещику Ивану Ивановичу Нечаеву.
В 1859 году село Голодяевка входило во 2-й стан Сызранского уезда Симбирской губернии.
В 1960 году Указом Президиума Верховного Совета РСФСР село Голодяевка переименовано в Садовое.
21 октября 1964 года, как сообщила «Ульяновская правда», на полях сельхозартели им. Фрунзе, что в селе Голодяевка (ныне Садовое) Новоспасского района, удалось вырастить картофелину весом в 1 килограмм 390 грамм, что стало новым мировым рекордом. Находку принес в редакцию районной газеты «Знамя коммунизма» агроном артели Сагиров.

## Население
| 2010 |
| ---- |
| 892  |

## Известные уроженцы
- Щеулов, Василий Петрович

## Улицы
ул. Береговая, ул. Заречная, ул. Коллективная, Мирный пер., ул. Полевая, ул. Рабочая, ул. Светлая, Светлый пер., ул. Советская, ул. Шиферная, ул. Школьная